# Cytisus striatus
Cytisus striatus là một loài thực vật có hoa trong họ legume họ known by the common name Portuguese broom. This plant is bản địa của bán đảo Iberia.

## Hình ảnh

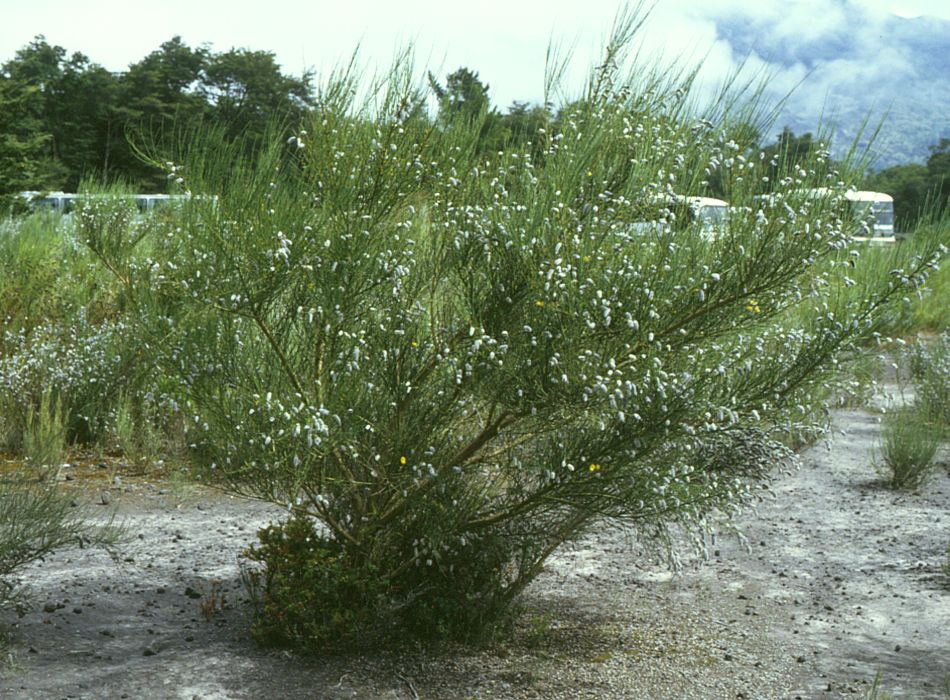